# Wilhelm Römer (Agronom)

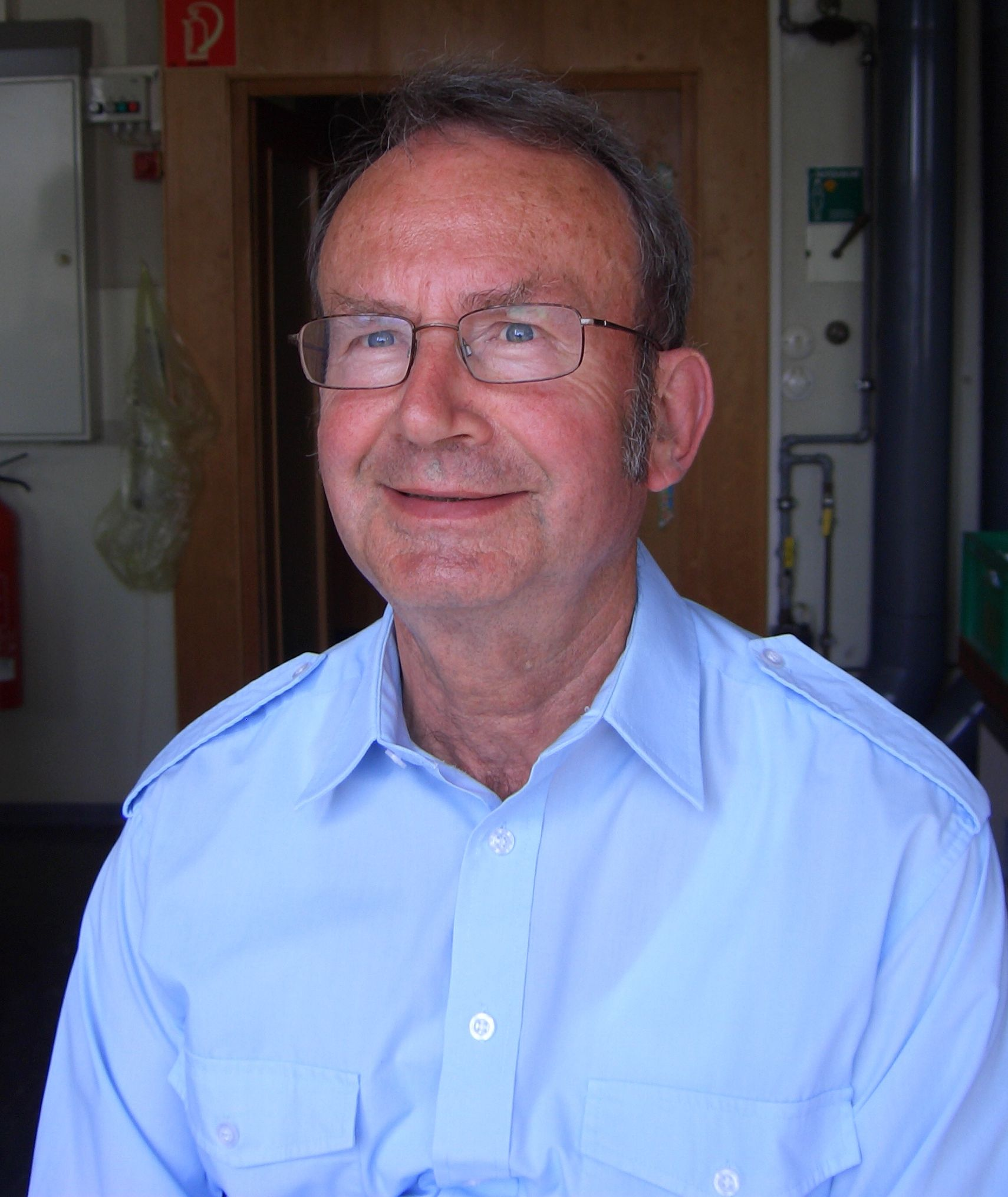
Wilhelm Römer

Wilhelm Römer (* 28. Dezember 1938 in Liebenstein, Landkreis Arnstadt, Thüringen) ist ein deutscher Agrarwissenschaftler auf dem Gebiet der Agrikulturchemie, speziell der Pflanzenernährung. Er lehrte an den Universitäten in Jena, Halle und Göttingen. Sein Forschungsschwerpunkt war die Phosphatdynamik in Böden und Pflanzen.

## Leben
Wilhelm Römer, Sohn eines Möbeltischlers/Zugführers, bestand 1956 an der naturwissenschaftlich-mathematisch ausgerichteten Oberschule in Gräfenroda das Abitur und begann anschließend ein Studium der Landwirtschaft an der Universität Jena. Nach achtsemestrigem Studium und einer studienbegleitenden zweijährigen Ausbildung in der landwirtschaftlichen Praxis erwarb er 1962 das Diplom. Es folgte eine zweijährige Tätigkeit als Betriebsassistent bzw. als Leiter der Tierproduktion im volkseigenen Gut Dewitz bei Neubrandenburg.
Das Interesse an wissenschaftlichen Fragen der Pflanzenernährung zog Römer 1964 wieder an die Universität Jena. Er absolvierte zunächst ein zweisemestriges Zusatzstudium in anorganisch-analytischer und organisch-präparativer Chemie und ein physikalisches Praktikum. Ab 1965 arbeitete er als wissenschaftlicher Assistent im Institut für Landwirtschaftliche Chemie. 1970 promovierte er an der Universität Jena mit einer Dissertation über die Auslastung des Photosynthesapparates bei Gerste und Weißem Senf unter Einsatz von C-14-markierten Verbindungen.
Nach der Promotion galt sein Forschungsinteresse hauptsächlich den Problemen der Phosphaternährung der Kulturpflanzen. Mit der Auflösung der Landwirtschaftlichen Fakultät in Jena wechselte er 1969 an die Universität Halle. Auch hier stand das Nährelement Phosphor im Mittelpunkt seiner wissenschaftlichen Tätigkeit. 1981 erwarb er die Lehrbefähigung für das Fachgebiet Pflanzenernährung. 1985 habilitierte er sich mit einer Arbeit über die P-Dynamik in Böden und Pflanzen.
Trotz hervorragender Fachkompetenz wurde Römer in der DDR eine Dozentur verwehrt. Erst nach der politischen Wende 1990 erfolgte seine Berufung zum ordentlichen Hochschuldozenten für Pflanzenernährung an der Universität Halle. 1991 setzte er seine wissenschaftliche Tätigkeit am Institut für Agrikulturchemie der Universität Göttingen fort. 1992 erfolgte seine Umhabilitierung und 1994 die Ernennung zum außerplanmäßigen Professor. Im März 2001 beendete er seine offizielle Tätigkeit an der Universität Göttingen.

## Forschung und Lehre
Von 1965 bis 1970 untersuchte Römer in Jena als Doktorand von Günther Schilling die Assimilatbildung und den Assimilattransport in verschiedenen landwirtschaftlichen und gärtnerischen Kulturpflanzen (Gerste, Weißer Senf und Tomate). Römer konnte nachweisen, dass intensiv wachsende Pflanzenorgane, zum Beispiel Spross- und Wurzelspitzen oder Tomatenfrüchte, die kohlenstoffhaltigen Baustoffe gerichtet zu sich lenken, akkumulieren und für diesen gerichteten Transport u. a. Phytohormone verantwortlich sind. Das wichtigste Ergebnis seiner Dissertation (1970) war deshalb die Erkenntnis, dass Bildung und Verteilung der Assimilate in der Pflanze Prozesse darstellen, die von Außenfaktoren beeinflussbar sind. Durch gezielte Eingriffe in den Phytohormonhaushalt oder auf züchterischem Wege ist es also möglich, das Organverhältnis in der Pflanze, zum Beispiel das Korn-Stroh-Verhältnis bei Getreide, zugunsten des jeweils gewünschten Ernteorgans zu verändern.
Seit 1970 widmete sich Römer der Phosphat-Forschung. Da die Phosphat-Sorption an die feste Bodenmatrix als wesentliche Ursache für die geringe P-Verfügbarkeit im Boden und damit für den geringen Ausnutzungsgrad zahlreicher P-Dünger anzusehen ist, prüfte er die phosphorhaltigen Verbindungen, die im Boden wenig adsorbiert werden. Zu diesem Zweck synthetisierte er nichtionogene P-Verbindungen (Phosphorsäureester und diverse Derivate) und untersuchte deren Transportverhalten im Boden, deren Aufnahmemechanismus und die Metabolisierbarkeit in der Pflanze. Die Ergebnisse mehrjähriger Labor- und Feldexperimente zeigten jedoch, dass es nicht möglich war, auf diesem Weg die P-Versorgung der Pflanzen effektiver zu gestalten. Die Herstellungskosten für solche P-Verbindungen erwiesen sich als zu hoch und die P-Aufnahme durch die Pflanzenwurzeln war zu gering.
Ab 1980 stellte Römer die Phosphat-Forschung auf eine breitere Basis. Experimente über den zeitlichen Bedarf der Getreidepflanzen während der Ontogenese standen zunächst im Mittelpunkt seiner Tätigkeit. Parallel dazu prüfte er, welche physikalischen und chemischen Bedingungen im Boden gegeben sein müssen, wenn die Pflanzen während ihrer Entwicklung einen besonders hohen P-Bedarf haben und dieser gedeckt sein soll. Die Ergebnisse dieser umfangreichen Untersuchungen zur Phosphatdynamik in Boden und Pflanze und zur Praxis der Phosphatdüngung flossen ein in seine Habilitationsschrift (1985).
In den folgenden Jahren hat Römer gemeinsam mit Doktoranden die P-Mobilisierung im Boden durch die Wurzeln der Kulturpflanzen bearbeitet. Dabei standen Fragen der Wurzelausscheidungen im Mittelpunkt, insbesondere von organischen Säuren und deren Rolle als Liganden für den Phosphataustausch an der festen Bodenmatrix. Später hat er diese Forschungsarbeiten erweitert und auch die Mobilisierung von Spurenelementen (Kupfer, Zink und Cadmium) im Boden durch exsudierte organische Säuren und deren Folgen für die Pflanzenaufnahme untersucht.
Nach 1991 hat Römer an der Universität Göttingen diese breit angelegte Phosphat-Forschung mit großem Erfolg fortgesetzt. Die Auswertung von Dauerversuchen zur Ermittlung von optimalen und umweltverträglichen Phosphat- und Kalium-Düngergaben war dabei ein wesentlicher Arbeitsschwerpunkt. Außerdem beschäftigte er sich mit der Phosphatverfügbarkeit von Klärschlämmen sowie mit der Wirkung neuer P-Dünger aus dem Phosphat-Recycling. Beachtenswert bei seinen Forschungsarbeiten ist stets die enge Verknüpfung seiner Versuchsergebnisse mit physiologischen und ökologischen Aspekten der Pflanzenernährung.
Die Publikationsliste von Römer umfasst 200 Beiträge in in- und ausländischen wissenschaftlichen Journalen, aber auch in praxisorientierten Zeitschriften. Die Konsequenzen seiner Forschungstätigkeit der landwirtschaftlichen Praxis nahezubringen, war für ihn stets ein besonderes Anliegen. Diese Praxisnähe zeigt sich auch in seinen engagierten, ideenreichen und mit pädagogischem Geschick durchgeführten Lehrveranstaltungen. An der Universität Göttingen hielt er seit 1992 Vorlesungen über „Grundlagen der Pflanzenernährung“, „Physiologie und Ernährung der Kulturpflanzen“ und „Ernährung der Kulturpflanzen in den Tropen“. Bei zahlreichen Fakultätsexkursionen im In- und Ausland vertrat er das Fachgebiet „Pflanzenernährung und Düngung“. Außerdem führte er eigenständig organisierte Fachexkursionen durch.
Auch „im Ruhestand“ gilt Römer als ein kompetenter Experte auf dem Gebiet der Phosphatdüngung. Als gefragter Redner wird er  noch oft zu Tagungen eingeladen. Im Verband Deutscher Landwirtschaftlicher Untersuchungs- und Forschungsanstalten (VDLUFA) war er bei der Erarbeitung von Grundsatz-Standpunkten zur Phosphatdüngung aktiv beteiligt. Er war bzw. ist Fachgutachter für die Regierungen in Deutschland, Tschechien und Österreich.

## Veröffentlichungen (Auswahl)
- Untersuchungen über die Auslastung des Photosyntheseapparates bei Gerste (Hordeum distichon L.) und Senf (Sinapis alba L.), durchgeführt mit Hilfe 14C-markierter Verbindungen. Diss. agr., Universität Jena 1970, Maschinenschrift.
- Untersuchungen über C -14 - Assimilatverlagerungen und -verteilung bei Tomaten unterschiedlichen Reifetyps. In: Archiv für Gartenbau. Band 30, 1982, S. 85–93.
- Untersuchungen zur P-Dynamik in Boden und Pflanze als Grundlage für ein materialökonomisches P-Düngungsregime bei hohem Ertragsniveau. Landw. Diss. B (Habilitationsschrift), Universität Halle/Saale 1985, Maschinenschrift.
- Phosphorus requirement of the wheat plant in various stages of its life cycle (gemeinsam mit Günther Schilling). In: Plant and Soil. Band 91, 1986, S. 221–229.
- Zum Problem sehr hoher P-Gehalte im Boden vor dem Hintergrund der Düngeverordnung von 1996 und der Eutrophierung von Gewässern. In: VDLUFA-Schriftenreihe. Band 50, 1999, S. 5–19.
- Eisenreiche Klärschlämme reduzieren P-Verfügbarkeit und gehören nicht auf Ackerböden. In: Bodenschutz. Band 2, 2003, S. 48–50.
- Exudation of low molecular weight organic acids by Lupinus albus L., Lupinus angustifolius L. and Lupinus luteus L. as affected by phosphorus supply (gemeinsam mit Komi Egle und Holger Keller). In: Agronomie (Paris) Band 23, 2003, S. 511–518.
- Vernachlässigte Phosphor- und Kalidüngung im ökologischen Landbau senkt die biologische Stickstofffixierung bei Rotklee und den Kornertrag bei nachfolgendem Hafer (gemeinsam mit Philipp Lehne). In: Journal of Plant Nutrition and Soil Science. Band 167, Heft 1, 2004, S. 106–113.
- Neuere Erkenntnisse zur Phosphataufnahme der Pflanzen – Literaturbefunde. In: Archiv of Agronomy and Soil Science. Band 52, 2006, S. 1–17.
- Ansätze für eine effizientere Nutzung des Phosphors auf der Basis experimenteller Befunde. In: Berichte über Landwirtschaft. Band 87, Heft 1, 2009, S. 5–29.
- Phosphordüngewirkung neuer Phosphatrecyclingprodukte. In: Berichte über Landwirtschaft. Band 91, Heft 1, 2013, 24 Seiten, doi:10.12767/buel.v91i1.15.g59